# 小行星16065
小行星16065（16065 Borel）是一颗绕太阳运转的小行星，为主小行星带小行星。该小行星于1999年9月11日发现。

## 轨道参数
小行星16065的轨道半长轴为2.6617815 UA，离心率为0.045。